# Hans Zimmermann (Architekt, 1887)
Hans Zimmermann (* 14. September 1887 in Stuttgart; † 15. Mai 1954 ebenda) war ein deutscher Architekt. 

## Werdegang
Um das Jahr 1905 begann Zimmermann eine Schreinerlehre in Stuttgart. Von 1907 bis 1909 studierte er Innenarchitektur am Kunstgewerbemuseum Berlin und um das Jahr 1910 ein Architekturstudium an der TH Stuttgart. Zwischen 1910 und 1911 war er Mitarbeiter von Peter Behrens. Hier lernte er Le Corbusier kennen. Um das Jahr 1912 arbeitete Zimmermann im Büro von Bruno Taut und F. Hoffmann. Von 1914 bis 1918  leistete er Militärdienst. Im Jahr 1919 war Zimmermann Mitglied im Deutschen Werkbund und hatte eine Zusammenarbeit mit der Nieskyer Fertighaus-Firma Christoph & Unmack. Im Jahr 1921 heiratete er Amalie Adolphine Marie Pfeiffer, die Tochter eines Stuttgarter Klavierfabrikanten. Während der Zeit des Nationalsozialismus behinderte das NS-Regime Zimmermann in der Ausübung seines Berufes, da er nach der Definition des Regimes „Halbjude“ war. Von 1950 bis 1954 betrieb er ein Architekturbüro in der Leibnizstr. 83 in Stuttgart-Nord.
Sein Vater Friedrich Albert Oswald Zimmermann war Redakteur, die Mutter Auguste Rebekka Zimmermann, geb. Levinger.

## Werke
- 1926/27 Haus Schottländer, Stuttgart-Degerloch (Blockbauweise EG, Ortsfeste Fachwerkbauweise OG, Christoph & Unmack, Niesky)
- 1927 Entwurf der "Stuttgarter Kleinküche" mit seiner Schwester Hilde für die Werkbundausstellung "Die Wohnung" (Weißenhofsiedlung)
- 1927 Haus Gugel, Stuttgart-N., Holzhausbau Christoph&Unmack, Niesky (abgerissen 2015)
- 1927 Haus Engelmann, Stuttgart-N.
- 1928 Turn- und Festhalle Mergelstetten bei Heidenheim (Holzbauweise Fa. Christoph & Unmack)
- 1929 Erweiterung der 1925 von W. Scheel erbauten "Schieker-Schule", Stuttgart-N.
- 1930 Haus Pfeiffer, Stuttgart-N.
- 1930 Turnhalle in Hettingen
- 1932/33 Entwurf eines EFH für die nicht realisierte Werkbundsiedlung "Deutsches Holz" in Stuttgart-N.[5]
- 1947–49 Wiederaufbau Hotel Silber in der Dorotheenstr. Stuttgart[6]